# Arthur Carroll
Arthur Carroll was een Brits constructeur en ontwerper van motorfietsen. 

## Carrière
Arthur Carroll werkte als ontwerper/constructeur bij Norton in de jaren twintig, onder hoofdontwerper Walter Moore. Toen Moore in 1929 naar NSU vertrok, werd voormalig coureur Joe Craig hoofd van de race- en ontwikkelingsafdeling en Carroll werd hoofdontwerper.

### Norton International
Moore had voor Norton de 500cc-Norton CS1 en de 350cc-Norton CJ1-racers ontworpen. Die hadden niet het gehoopte succes gebracht, maar genoeg indruk gemaakt om Moore naar Duitsland te lokken. Moore had echter bepaalde patenten op zijn motorblok, waardoor Norton gedwongen was om nieuwe motorblokken te ontwikkelen. Die taak kwam bij Arthur Carroll terecht. 
De Norton CS1 was een - voor die tijd - dure en heel moderne motor, met een bovenliggende nokkenas die door een koningsas werd aangedreven. Ze kreeg ook een nieuw smeersysteem, dat Moore "lubrication of the constant circulation Semi Dry Sump type" noemde, een dry-sumpsysteem met constante circulatie. Er was een enkele toevoer/terugvoerpomp gemonteerd die aan de rechterkant van het blok door de krukas werd aangedreven. Bij andere typen zat de pomp op de aandrijving van de dynamo, aangedreven door de uitlaatnokkenas, maar die nokkenas was er niet meer. Het patent van Moore zat waarschijnlijk in de aandrijving van de ontstekingsmagneet, die vanuit de primaire transmissie geschiedde. Dat is - behalve het oplossen van de smeerproblemen - het belangrijkste verschil met Carroll's Norton International. 

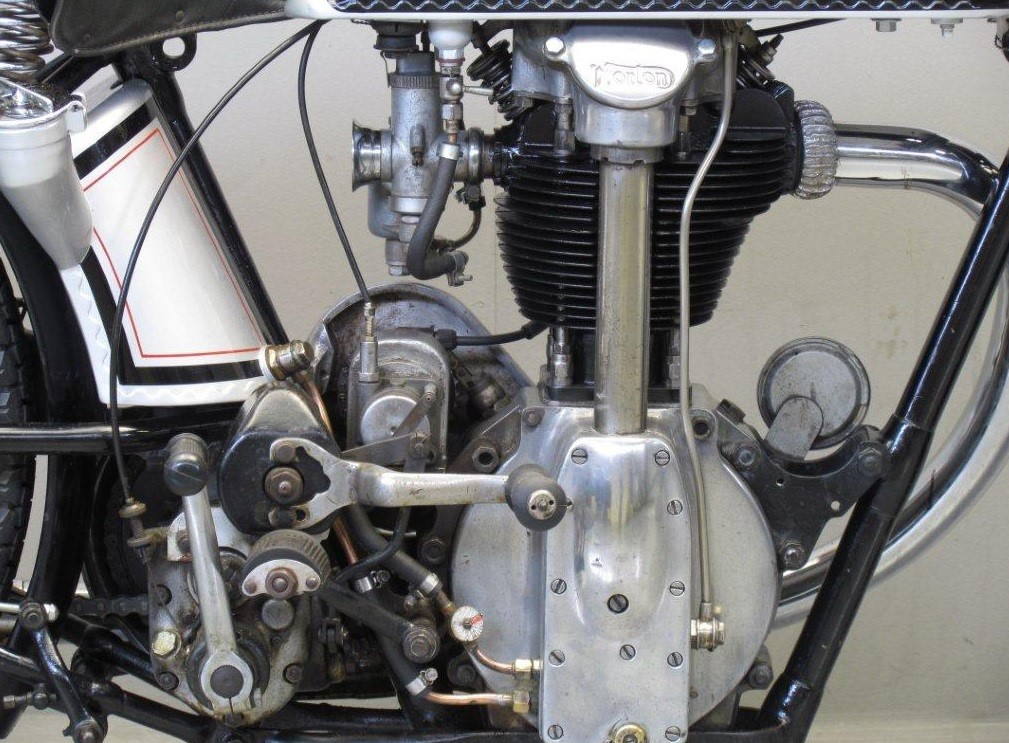
Walter Moore creëerde de Norton CS1 met bovenliggende nokkenas, koningsas en aangepast smeersysteem. De bijnaam "Cricket bat" kwam van de vorm van de koningsas en het carter.
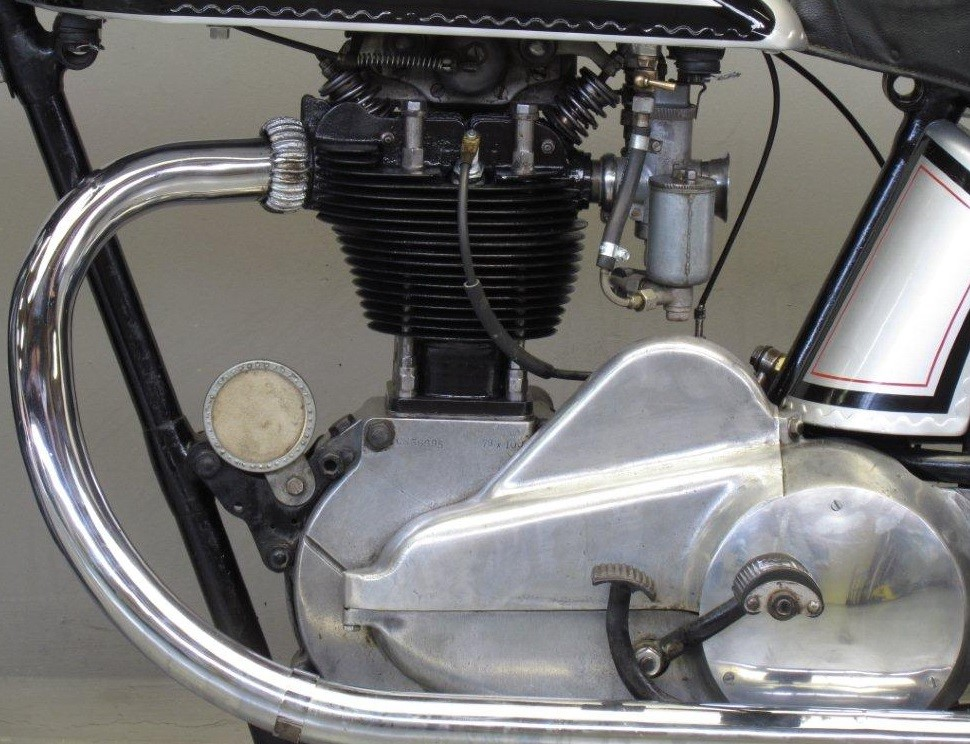
De "bult" in de primaire kettingkast komt door de aandrijving van de ontstekingsmagneet.
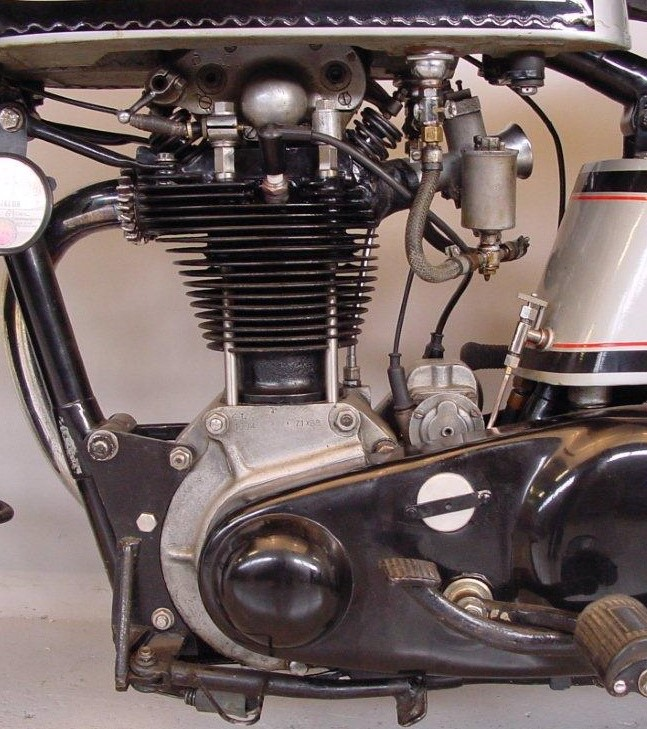
De International-motor van Arthur Carroll miste de "bult" in het transmissiedeksel...
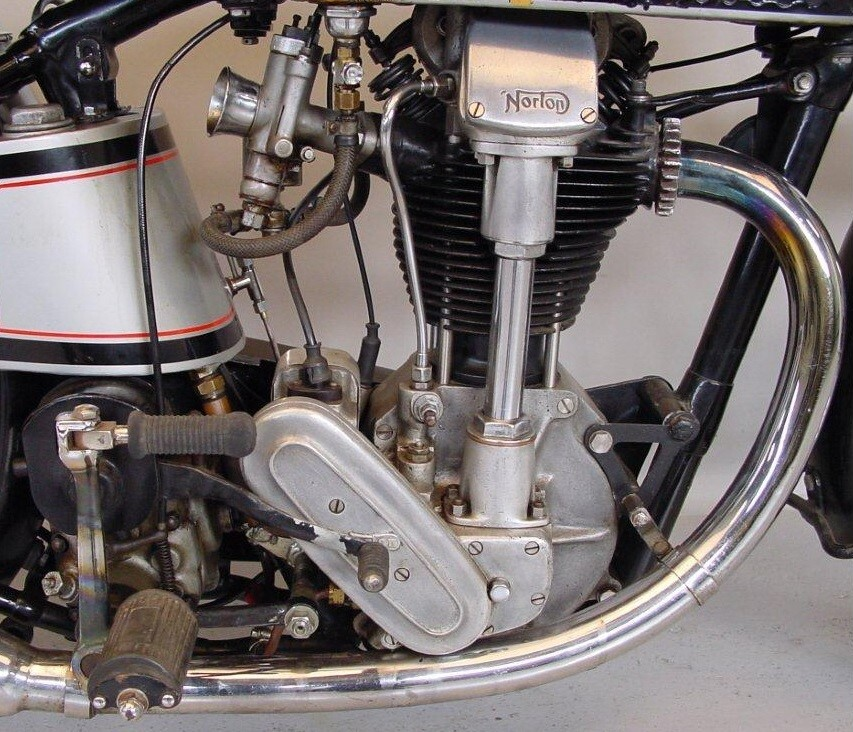
...want de ontstekingsmagneet werd rechts door een kettinkje aangedreven

### Raceresultaten Norton International
Terwijl Moore's CS1 niet verder was gekomen dan een overwinning van Alec Bennett in de Senior TT van 1927 en een Europese titel van Tim Hunt in 1929, werd de Norton International een groot succes. Gedurende de hele jaren dertig waren zowel de 350- als de 500cc-machines nauwelijks te verslaan in de Isle of Man TT en het Europees kampioenschap. 
Carroll's motor debuteerde al in de North West 200 van 1930 (Ginger Wood werd derde), maar kwam pas in 1931 uit in de Isle of Man TT en het Europees kampioenschap wegrace. Vanaf dat moment reeg Norton de overwinningen aaneen, zowel in de TT van Man als in Europa. Percy "Tim" Hunt werd in 1931 de eerste coureur die op het eiland Man twee klassen in een week won en hij werd bovendien Europees 500cc-kampioen. In 1937 werd Jimmie Guthrie Europees kampioen 350- en 500 cc.
| Jaar | Klasse    | Circuit         | 1e                        | 2e                       | 3e                        |
| ---- | --------- | --------------- | ------------------------- | ------------------------ | ------------------------- |
| 1931 | Senior TT | Mountain Course | Percy "Tim" Hunt, Norton  | Jimmie Guthrie, Norton   | Stanley Woods, Norton     |
| 1931 | Junior TT | Mountain Course | Percy "Tim" Hunt, Norton  | Jimmie Guthrie, Norton   | Ernie Nott, Rudge         |
| 1932 | Senior TT | Mountain Course | Stanley Woods, Norton     | Jimmie Guthrie, Norton   | Jimmie Simpson, Norton    |
| 1932 | Junior TT | Mountain Course | Stanley Woods, Norton     | Wal Handley, Rudge       | Henry Tyrell-Smith, Rudge |
| 1933 | Senior TT | Mountain Course | Stanley Woods, Norton     | Jimmie Simpson, Norton   | Percy "Tim" Hunt, Norton  |
| 1933 | Junior TT | Mountain Course | Stanley Woods, Norton     | Percy "Tim" Hunt, Norton | Jimmie Guthrie, Norton    |
| 1934 | Senior TT | Mountain Course | Jimmie Guthrie, Norton    | JImmie Simpson, Norton   | Walter Rusk, Velocette    |
| 1934 | Junior TT | Mountain Course | Jimmie Guthrie, Norton    | JImmie Simpson, Norton   | Ernie Nott, Husqvarna     |
| 1935 | Senior TT | Mountain Course | Stanley Woods, Moto Guzzi | Jimmie Guthrie, Norton   | Walter Rusk, Norton       |
| 1935 | Junior TT | Mountain Course | Jimmie Guthrie, Norton    | Walter Rusk, Norton      | John White, Norton        |
| 1936 | Senior TT | Mountain Course | Jimmie Guthrie, Norton    | Stanley Woods, Velocette | Freddie Frith, Norton     |
| 1936 | Junior TT | Mountain Course | Freddie Frith, Norton     | John White, Norton       | Ted Mellors, Velocette    |
| 1937 | Senior TT | Mountain Course | Freddie Frith, Norton     | Stanley Woods, Velocette | John White, Norton        |
| 1937 | Junior TT | Mountain Course | Jimmie Guthrie, Norton    | Freddie Frith, Norton    | John White, Norton        |
| 1938 | Senior TT | Mountain Course | Harold Daniell, Norton    | Stanley Woods, Velocette | Freddie Frith, Norton     |
| 1938 | Junior TT | Mountain Course | Stanley Woods, Velocette  | Ted Mellors, Velocette   | Freddie Frith, Norton     |
| 1939 | Senior TT | Mountain Course | Georg Meier, BMW          | Jock West, BMW           | Freddie Frith, Norton     |
| 1939 | Junior TT | Mountain Course | Stanley Woods, Velocette  | Harold Daniell, Norton   | Heiner Fleischmann, DKW   |

| Editie | Jaar | Wedstrijd                      | Circuit                      | Klasse | Kampioen                 |
| ------ | ---- | ------------------------------ | ---------------------------- | ------ | ------------------------ |
| 8.     | 1931 | 12e Grand Prix van Frankrijk   | Montlhéry                    | 350 cc | Ernie Nott, Rudge        |
| 8.     | 1931 | 12e Grand Prix van Frankrijk   | Montlhéry                    | 500 cc | Percy "Tim" Hunt, Norton |
| 9.     | 1932 | 11e Grand Prix des Nations     | Pista del Littorio, Rome     | 350 cc | Louis Jeannin, Jonghi    |
| 9.     | 1932 | 11e Grand Prix des Nations     | Pista del Littorio, Rome     | 500 cc | Piero Taruffi, Norton    |
| 10.    | 1933 | 9e Grand Prix van Zweden       | Saxtorp                      | 350 cc | Jimmie Simpson, Norton   |
| 10.    | 1933 | 9e Grand Prix van Zweden       | Saxtorp                      | 500 cc | Gunnar Kalén, Husqvarna  |
| 11.    | 1934 | 10e Dutch TT                   | Assen                        | 350 cc | Jimmie Simpson, Norton   |
| 11.    | 1934 | 10e Dutch TT                   | Assen                        | 500 cc | Pol Demeuter, FN         |
| 12.    | 1935 | 14e Ulster Grand Prix          | Clady Circuit, County Antrim | 350 cc | Wal Handley, Velocette   |
| 12.    | 1935 | 14e Ulster Grand Prix          | Clady Circuit, County Antrim | 500 cc | Jimmie Guthrie, Norton   |
| 13.    | 1936 | 11e Grand Prix van Duitsland   | Badberg-Viereck              | 350 cc | Freddie Frith, Norton    |
| 13.    | 1936 | 11e Grand Prix van Duitsland   | Badberg-Viereck              | 500 cc | Jimmie Guthrie, Norton   |
| 14.    | 1937 | 13e Grand Prix van Zwitserland | Bremgarten                   | 350 cc | Jimmie Guthrie, Norton   |
| 14.    | 1937 | 13e Grand Prix van Zwitserland | Bremgarten                   | 500 cc | Jimmie Guthrie, Norton   |

## Overlijden
Arthur Carroll overleed bij een motorongeluk met een getunede Norton Model 1 Big Four-zijklepper op maandag 22 juli 1935. Naar verluidt gebeurde het ongeluk toen hij probeerde te vluchten voor de politie.